# SF 영화
SF 영화(Science fiction film)는 SF를 사용하는 영화 장르이다. 사변적인, 주류 과학에서 완전히 받아들여지지 않은 현상(이를테면 외계 생명체, 외계 세계, 지각을 넘어선 인식, 시간여행)과 함께 미래적 요소(우주선, 로봇, 사이보그, 성간 여행)와 다른 기술들에 대한 가상의 과학-기반 묘사가 그것이다. SF 영화는 종종 정치적이거나 사회 문제에 초점을 맞추고, 인간 조건과 같은 철학적 문제를 탐구한다. 많은 경우, 기존의 SF 소설에서 유래한 수사법들에 비추어 볼 때, 영화 제작자들의 무지나 무관심 때문에 SF 영화는 과학적 타당성이나 플롯의 논리 측면에서 기존 과학소설이 전통적으로 지켜온 기준에 못 미치는 경우가 많다.
이 장르는 무성 영화 초기부터 존재했고, 조르주 멜리에스가 트릭 사진 효과를 이용한 《달세계 여행》(1902)이 그 시초로 알려져있다. 이 다음의 주요한 예시는 1927년 영화 《메트로폴리스》이며, 이것은 최초의 장편 SF 영화이다. 1930년대에서 1950년대 사이, SF 장르는 주로 저예산 B급 영화로 구성됐다. 스탠리 큐브릭의 기념비적인 작품 《2001: 스페이스 오디세이》(1968) 이후, SF 영화 장르는 더 심각하게 받아들여졌다. 1970년대 후반, 《스타 워즈》의 성공으로 특수 효과로 가득한 고예산 SF영화가 인기를 얻었고, 이후 수십 년간 지속될 블록버스터 흥행작들의 기반을 쌓았다.

## 장르의 특징
영화와 미디어 이론가, 문화 비평가인 비비안 소브첵에 따르면,
SF 영화는 실제적, 외삽적, 혹은 사변적인 과학과 경험적 방법론을 강조하는, 그리고 덜 강조되지만 여전히 존재하는 마법과 종교의 초월론이라는 사회적 맥락과 상호작용 하는, 사람과 미지 사이를 조정하기 위한 시도에서 나타나는 영화장르이다.(Sobchack 63).
이 정의는 (실제-세계의) 경험론과 (초자연의) 초월론 사이에 존재하는 연속체를 가정하며, SF 영화를 경험론 쪽에, 호러 영화와 판타지 영화를 초월론 쪽에 둔다. 그러나 《프랑켄슈타인》과 《에이리언》처럼 잘 알려진 수많은 SF 호러 영화들의 예를 들 수 있다.
SF 영화의 비주얼 스타일은 친숙한 이미지와 낯선 이미지의 충돌로 특징지어질 수 있다. 이 충돌은 《시계태엽 오렌지》에서 코로바 밀크바의 반복이 낯선 장식을 익숙하게 만들 때처럼 낯선 이미지가 친숙해질 때 구현된다. 《리포 맨》과 《리퀴드 스카이》에서처럼 친숙한 이미지가 낯설어 질 때도 마찬가지로 구현된다. 예를 들어, 《닥터 스트레인지러브》에서, 인간에 대한 왜곡은 친숙한 이미지를 더욱 낯선 것으로 만든다. 마지막으로, 낯선 이미지와 친숙한 이미지는 《데들리 멘티스》에서 거대한 황라사마귀가 워싱턴 기념탑을 기어오를 때처럼 병렬될 수 있다.
문화이론가 스콧 부캣먼은 SF 영화가 과장된 스케일과 아포칼립스, 혹은 초월을 통해 현대 문화에 숭고한 표현을 제공했다고 말했다.

## 역사

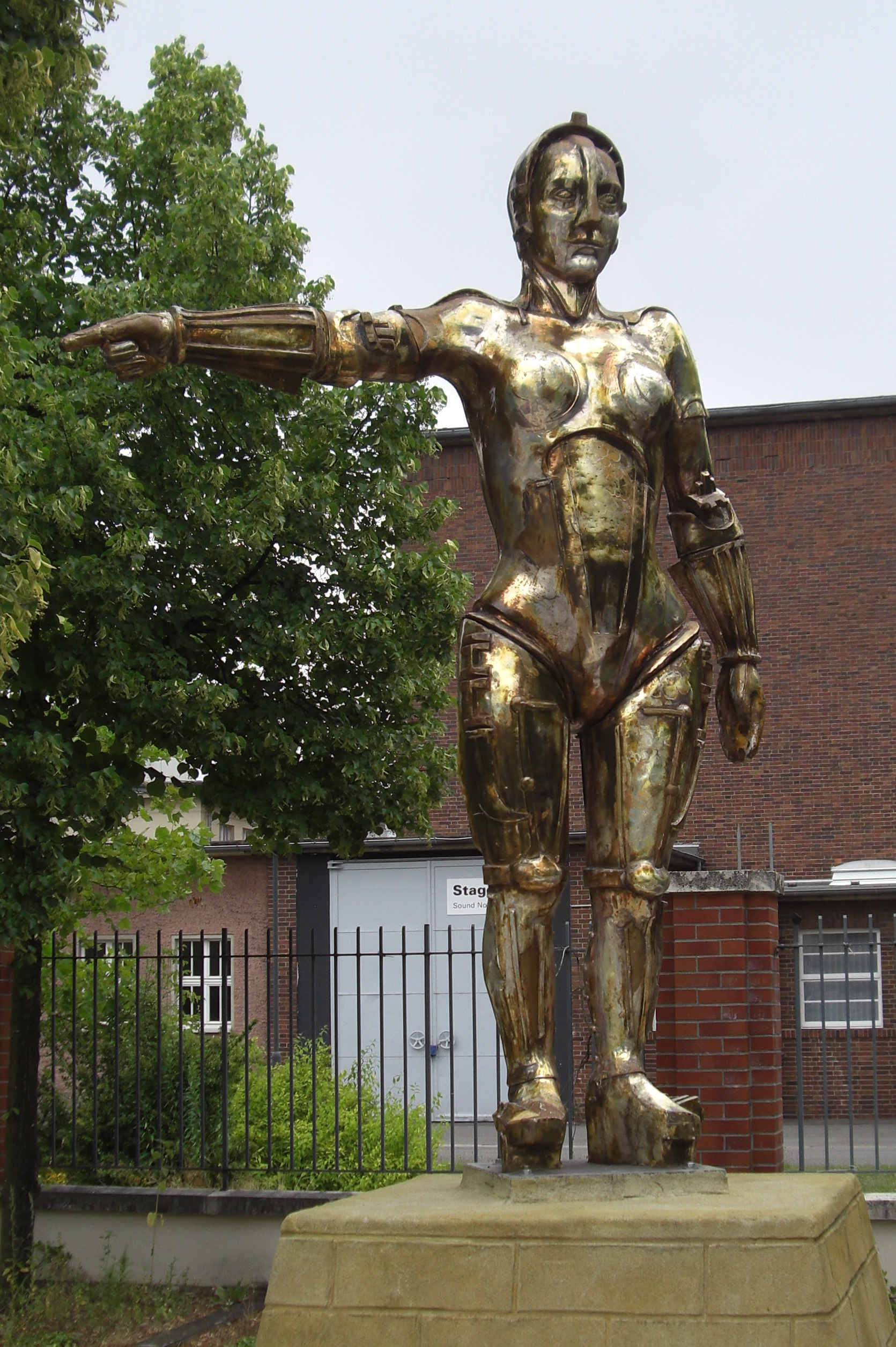
1927년 프리츠 랑의 메트로폴리스는 최초의 장편 SF 영화이며, 독일의 바벨스버그 스튜디오에서 제작했다._{(사진은 바벨스버그 영화공원의 마리아 상이다.)}

### 1900–1920년대
SF 영화는 무성 영화 시대 초기에 등장했고, 일반적으로 흑백으로 찍었거나, 때때로 색을 입힌 단편 영화였다. 대부분은 기술에 대한 주제를 다뤘고, 유머러스해지려고 했다. 1902년, 조르주 멜리에스가 일반적으로 최초의 SF 영화로 여겨지는 《달세계 여행》을 발표했고, 이것은 우주선의 달 여행을 묘사하기 위해 초기의 트릭 사진 기법을 이용한 영화이다. 몇몇 초기 영화가 SF와 호러를 융합시켰다. 그 예로 매리 셸리의 소설을 개작한 《프랑켄슈타인》(1910년)과 로버트 루이스 스티븐슨의 심리적 이야기를 원작으로 삼은 《지킬 박사와 하이드 씨》(1920)가 있다. 더 모험적인 방침하에 촬영된 《해저 2만리》(1916)는 놀라운 잠수함과 복수심에 불타는 선장을 다룬 쥘 베른의 원작 소설을 바탕으로 만들어진 영화다. 1920년대, 유럽의 영화제작자들은 독일의 《메트로폴리스》(1927)와 달의 여인(1929) 같은 영화에서처럼 SF를 예측과 사회적 해설의 장으로 삼는 경향을 보였다. 다른 주목할만한 무성 영화 시대의 SF 영화로 《불가능한 세계로의 여행Le Voyage dans la lune(1904), 자동차 운전자 The Motorist(1906), 《북극 정복》(1912), 《우주선 Himmelskibet(1918), 《칼리가리 박사의 밀실》(1920), 기계 인간 L'uomo Meccanico(1921), 《파리는 잠들어》(1923), 《아엘리따》(1923), 《죽음의 광선 Luch smerti(1925), 《잃어버린 세계》(1925) 등이 있다.

### 1930–1950년대
1930년대, 《상상해 보라》(1930), 《킹콩》, 《다가올 세상》(1936), 《잃어버린 지평선》(1937)을 비롯한 몇몇 고예산 SF 영화가 제작됐다. 1936년부터, 《플래시 고든》, 《벅 로저스》를 비롯한 수많은 연재 만화가 연속물로 번안됐다.(두 작품 모두 버스터 크래블이 주연) 이러한 연속물과 원작이 된 연재 만화는 일반 대중들에게 대단한 인기를 끌었다. 다른 주목할만한 1930년대 SF 영화로 《프랑켄슈타인》(1931), 《프랑켄슈타인의 신부》(1935), 《닥터 X》(1932), 《지킬 박사와 하이드 씨》(1931), 《F.P.1》(1932), 《잃어버린 영혼들의 섬》(1932), 《대홍수》(1933), 《투명 인간》(1933), 《세계의 지배자》(1934), 《미친 사랑》(1935), 《대서양 횡단 터널》(1935), 《악마의 인형》(1936), 《투명 광선》(1936), 《마음을 바꾼 사나이》(1936), 《워킹 데드》(1936), 《논스톱 뉴욕》(1937), 《돌아온 닥터 X》(1939) 등이 있다. 1940년대엔 《내가 매달리기 전에》 Before I Hang(1940), 《검은 금요일》(1940), 《사이클롭스 박사》(1940), 《악마의 명령》(1941), 《지킬 박사와 하이드 씨》(1941), 《사람이 만든 괴물》(1941), 《내일 일어날 일》(1944), 《매년 봄에 일어날 일》(1949), 《완전한 여인》(1949) 등이 나왔다. 《데스티네이션 문》(1950)과 《로켓쉽 X-M》(1950)의 발표는 으레 "SF 영화의 황금기"를 열었다고 여겨진다.
1950년대, 우주 여행과 새로운 기술에 대한 대중적 관심은 엄청났다. 1950년대의 많은 SF 영화가 저예산 B 영화였지만, 몇몇 고예산에 인상적인 특수 효과를 사용한 성공적인 영화들도 있었다. 이를테면 《지구가 멈추는 날》(1951), 《다른 세계에서 온 괴물》(1951), 《세계가 충돌할 때》(1951), 《우주전쟁》(1953), 《해저 2만리》(1954), 《우주수폭전》(1955), 《금지된 세계》(1956), 《신체 강탈자의 습격》(1956), 《프랑켄슈타인의 저주》(1957), 《잃어버린 세계를 찾아서》(1959), 《해변에서》(1959) 등이 그렇다. SF 장르와 소위 "괴물 영화" 사이엔 자주 밀접한 관계가 맺어졌다. 예를 들어 '뎀!》(1954), 《2만 피트 심해에서 온 괴물》(1953), 《블롭》(1958) 등이 있다. 1950년대에, 킹콩 애니메이터 윌리스 오브라이언의 제자 레이 해리하우젠은 스톱 모션 애니메이션을 사용해 다음과 같은 주목할만한 SF 영화의 특수 효과를 만들어냈다. 《놈은 바다 속에서 왔다》(1955), 《지구 대 비행접시》(1956) 《지구까지 2천만 마일》(1957).

### 1960년대
1960년대엔 상대적으로 적은 SF 영화가 만들어졌지만, 몇몇 작품은 SF 영화 자체를 변형시켰다. 스탠리 큐브릭의 《2001: 스페이스 오디세이》(1968)는 전례없는 시각 효과와 우주 여행의 실감나는 묘사를 통해 SF 장르에 새로운 리얼리즘을 도입했고, 서사시적 이야기와 초월적이고 철학적인 스코프를 통해 장르에 영향을 미쳤다. 사회적 논평을 제공한 《혹성탈출》(1968)과 《화씨 451》, 초기 SF의 순진한 면을 탐구한 캠피(campy) 영화 《바바렐라》(1968) 등을 포함한 다른 1960년대 영화도 주목할만하다. 장 뤽 고다르의 프랑스 "뉴웨이브" 영화 《알파빌》(1965)은 모든 감정을 금지하는 인공지능이 지배하는 미래의 파리를 상정했다.

### 1970–1980년대
1969년과 1970년대 유인 달 탐사 시대엔 SF 영화에 대한 관심이 부활했다. 안드레이 타르코프스키의 느릿느릿한 《솔라리스》(1972). 1970년대 초반의 SF 영화는 편집증이란 테마를 탐구했으며, 여기서 인류는 스스로 창조한 생태학적이거나 기술적인 적들에게 위협받는 것으로 묘사됐다. 이를테면 《사일런트 러닝》(생태학), 《이색지대》(사람 대 로봇), 《THX 1138》(사람 대 국가), 스탠리 큐브릭의 《시계태엽 오렌지》(세뇌의 위협) 등이 그 예다. 《소일렌트 그린》과 《퓨처월드》를 포함한 1970년대의 음모론적 스릴러 영화들. 우디 앨런의 《슬리퍼》와 존 카펜터의 《다크 스타》를 비롯한 1970년대 SF 코미디 영화들.
《스타 워즈》(1977)와 《미지와의 조우》(1977)는 SF 영화의 큰 증가를 불러일으킨 흥행작이다. 1979년, 《스타 트렉: 영화》는 처음으로 텔레비전 시리즈를 큰 스크린에 가져왔다. 월트 디즈니 컴퍼니가 《세계 꼭대기의 섬》, 《마녀의 산으로의 도주》, 《블랙 홀》, 《협곡의 실종》(Flight of the Navigator), 《애들이 줄었어요》 등 가족 관객을 위한 많은 SF 영화를 제작한 것 역시 이 시기이다. 스타 워즈 후속작(《제국의 역습》(1980)과 《제다이의 귀환》 (1983)) 또한 전세계적으로 흥행했다. 리들리 스콧의 영화 《에일리언》과 《블레이드 러너》는 제임스 카메론의 《터미네이터》와 함께 어둡고 더럽고 혼란스러운 미래상을 제시했고, 외계인과 안드로이드를 적대적이고 위험하게 묘사했다. 이와 대조적으로, 1980년대에 가장 성공한 영화 중 하나인 스티븐 스필버그의 《E.T.》는 외계인을 온화하고 친근하게 묘사했다.
큰 예산을 쏟은 프랭크 허버트의 《듄》, 알렉스 레이몬드의 《플래시 고든》, 아서 C. 클라크의 《2001 스페이스 오디세이》 후속작 《2010》 등 SF 소설에 투자한 제작자들이 흥행에 실패했다. 디즈니의 《트론》은 적당한 성공을 거두었다. 1980년대 하반기, 장르에 가장 크게 기여한 사람들은 《터미네이터》와 《로보캅》을 만든 제임스 카메론과 폴 버호벤이다. 로버트 저메스키의 1985년 작품 《백 투 더 퓨처》와 그 후속작들은 비평적 성공을 거두었고, 흥행에도 성공했으며, 국제적 현상이 되었다. 제임스 카메론의 1986년 작품 《에이리언 2》는 1편과 상당히 다르며, 액션/SF 장르에 더 깊이 빠져들었다. 《에일리언 2》는 비평적으로나 상업적으로나 모두 성공을 거두었고, 시고니 위버는 아카데미 여우주연상 후보에 올랐다. 일본 애니메이션 《아키라》(1988) 역시 개봉 이후 일본 바깥으로 큰 영향을 주었다.

### 1990–2000년대
1990년대, 월드 와이드 웹과 사이버펑크 장르의 출현은 《터미네이터 2: 심판의 날》(1991), 《토탈 리콜》(1990), 《론머맨》(1992),《매트릭스》(1999)를 비롯해 컴퓨터-인간 인터페이스를 테마로 삼은 여러 영화를 양산했다. 재난 영화(1998년 작품 《아마겟돈》과 《딥 임팩트》), 외계 침공(1996년 작품 《인디펜던스 데이》), 유전 실험(1993년 작품 《쥬라기 공원》과 1997년 작품 《가타카》) 등의 테마들도 이 시기의 주요 테마이다. 또한 장차 10억 달러 이상의 수입을 올릴 스타 워즈 프리퀄 트릴로지가 《스타 워즈 에피소드 1: 보이지 않는 위험》의 개봉으로 시작됐다.
시간이 지나며, 컴퓨터가 (《터미네이터 2: 심판의 날》과 《쥬라기 공원》덕분에) 특수 효과와 필름 생산 양 측면에서 점점 더 중요한 역할을 맡게 됐다. 소프트웨어가 세련되게 개발되며 점점 더 복잡한 효과를 생산해냈다. 이것은 또한 일본의 《공각기동대》(1995)와 미국의 《아이언 자이언트》에서 드러났듯이 영화제작자들에게 향상된 퀄리티의 애니메이션을 가능케 했다.
2000년대 첫 10년 간, 슈퍼히어로 영화와 함께 매트릭스 삼부작처럼 진부한 SF가 늘어났다. 2005년, 스타 워즈 사가가 음울한 주제의 《스타 워즈 에피소드 3: 시스의 복수》와 함께 완결됐다. SF 영화는 또한 《A.I.》, 《마이너리티 리포트》, 《선샤인》, 《디스트릭트 9》, 《칠드런 오브 맨》, 《세레니티》, 《슬립 딜러》, 《팬도럼》 등에서 보여지듯 다시 정치적 논평을 위한 도구로 돌아왔다. 2000년대엔 또한 《트랜스포머》(2007)와 《트랜스포머: 패자의 역습》(2009)가 개봉했다. 두 작품 모두 세계적 흥행을 거두었다. 2009년, 제임스 카메론의 《아바타》가 세계적 흥행을 거두었고, 사상 최고로 높은 수익을 거둔 영화로 기록됐다. 이 영화는 동시에 정치적 논평의 한 예시이다. 아바타는 언옵타니움이라는 특별한 금속을 캐내기 위해 다른 행성의 환경을 파괴하는 인간을 묘사한다. 같은 해, 《터미네이터: 미래전쟁의 시작》이 개봉해 적당한 성공만을 거두었다.

## 테마, 이미지, 시각적 요소
과학 영화는 자주 자연에 대한 사변을 다루며, 과학과 기술이라는 주요 기반 요소를 포함한다. 그러나 헐리우드 SF 영화의 "과학"은 자주 유사과학으로 여겨지며, 사실과 기존의 과학 이론보다는 주로 분위기와 준과학적인 예술적 공상에 의존한다. 정의는 관찰자의 관점에 따라 다양해질 수 있다.
많은 SF 영화는 일부 사람들에게 판타지와 오컬트 (혹은 종교적) 영화에 더 적절한 요소로 여겨지는 신비주의, 오컬트, 마법, 초자연적 요소를 포함한다. 이것은 영화의 장르를 종교적, 준종교적 철학이 주요 동기로 부여되는 사이언스 판타지로 변환시킨다. 영화 《금지된 행성》은 많은 일반적 SF 요소를 사용하지만, 영화는 기술적 완벽을 향한 종의 진화(이 경우엔 "크렐"이라 불리는 사라진 외계 문명이 예시하는)가 원시적이고 위험한 충동의 상실을 보증하지 못한다는 심오한 메시지를 던진다. 영화에서 원시 마음의 프로이트적 잠재의식, 혹은 "이드" 부분은 스스로를 괴물 같이 파괴적인 힘으로 드러낸다.
주인공이 슈퍼히어로의 특별한 힘을 얻는 몇몇 영화들은 장르간의 경계를 흐릿하게 만든다. 이러한 영화들은 보통 히어로가 힘을 얻을 때 그럴듯한 이유를 가져다붙인다.
모든 SF의 주제가 영화에 균등하게 적합한 것은 아니다. SF 호러와 함께 스페이스 오페라가 가장 흔한 테마이다. SF 영화들은 SF 소품을 삭제한다면 서부극이나 제2차 세계 대전 영화와 비슷하다. 흔한 모티프들은 다른 행성으로의 탐험과 여행이며, 유토피아가 드문 반면에 디스토피아는 쉽게 찾아볼 수 있다.

### 이미지
영화이론가 비비안 소브첵은 SF 영화가 우리가 보는 이미지에서 우리의 믿음을 추구하는 반면, 판타지 영화는 우리의 불신을 중단시키려고 시도한다는 점이 다르다고 주장했다. SF 영화는 익숙한 것의 맥락 안에서 생소하고 낯선 것을 드러낸다. 장면의 낯선 성격과 배경의 SF적 요소에도 불구하고, 영화의 이미지는 다시 인간과 우리가 우리 주변과 맺는 관계에 연관된다. SF 영화는 인간 경험의 경계를 확장하려고 노력을 기울이지만 관객의 이해와 조건의 경계에 머물게 되고, 이에 따라 완전히 낯설거나 추상적이 되는 대신 산문적인 측면을 담게 된다.
서부극이나 전쟁 영화 같은 장르 영화들은 특정한 공간이나 시간대에 제한된다. 이 제한은 SF 영화엔 적용되지 않는다. 하지만 SF 하면 연상되는 몇 가지 흔한 시각적 요소들이 있다. 여기엔 우주선이나 우주 정거장, 외계나 외계 생명체, 로봇, 그리고 미래적인 도구들이 포함된다. 《로스트 인 스페이스》, 《세레니티》, 《아바타》, 《프로메테우스》가 그 예시이다. 더 많은 세밀한 시각적 단서들이 외관, 크기, 행태의 변경을 통한 인간 형태의 변형이나 텅 빈 도시처럼 익숙한 환경을 섬뜩한 이질적 의미로 변경시키는 등의 경우로 나타날 수 있다.

### 로봇

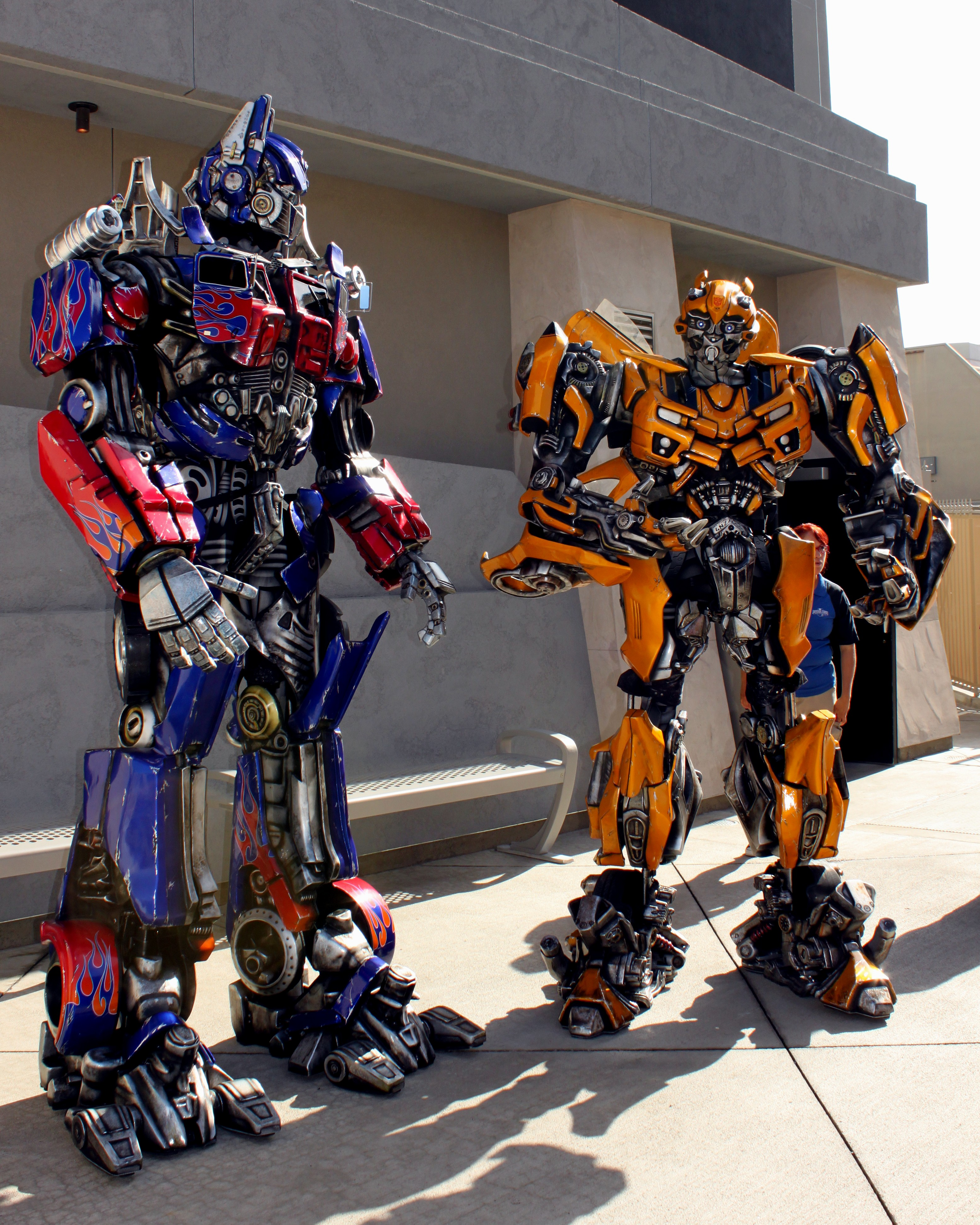
유니버셜 스튜디오의 트랜스포머 캐릭터들

## SF 코미디
- 이너스페이스

## 영화 대 문학
SF 문학과 비교했을 때, SF 영화는 대개 인간의 상상력에 덜 의존하고 액션 장면과 외계 생명체와 이국적인 배경을 만들어내는 특수 효과에 더 의존한다. 1970년대부터, 영화 관객들은 SF 영화에서 높은 수준의 특수 효과를 당연한 일로서 기대했다. 어떤 경우에, SF를 주제로 삼은 영화는 이국적, 미래적 배경을 그런 배경이 없다면 SF도 아닐 이야기와 중첩시킨다. 그럼에도 불구하고 몇몇 호평받은 SF 영화들은 SF 문학의 경로를 따라 추상적 개념을 탐구하기 위해 이야기 전개를 이용한다.

## 같이 보기
- SF (장르)

## 참고
- Luca Bandirali and Enrico Terrone, Nell'occhio, nel cielo. Teoria e storia del cinema di fantascienza, Lindau, Torino, 2008, ISBN 978-88-7180-716-4.
- Welch Everman, Cult Science Fiction Films, Citadel Press, 1995, ISBN 0-8065-1602-X.
- Peter Guttmacher, Legendary Sci-Fi Movies, 1997, ISBN 1-56799-490-3.
- Phil Hardy, The Overlook Film Encyclopedia, Science Fiction. William Morrow and Company, New York, 1995, ISBN 0-87951-626-7.
- Richard S. Myers, S-F 2: A pictorial history of science fiction from 1975 to the present, 1984, Citadel Press, ISBN 0-8065-0875-2.
- Gregg Rickman, The Science Fiction Film Reader, 2004, ISBN 0-87910-994-7.
- Dave Saunders, Arnold: Schwarzenegger and the Movies, 2009, London, I. B. Tauris
- Errol Vieth, Screening Science: Context, Text and Science in Fifties Science Fiction Film, Lanham, MD and London: Scarecrow Press, 2001. ISBN 0-8108-4023-5